# 恋敵 (対話篇)
『恋敵』（こいがたき、希: Ἐρασταί, エラスタイ、 羅: Amatores, 英: Rival Lovers）とは、プラトン名義の短篇の対話篇。副題は「愛知（哲学）について」。
古代にトラシュロスがまとめた四部作（テトラロギア）集36篇の中に含まれるが、今日ではプラトンの真作ではなく偽書とする説が有力である。
題名の「恋敵」とは、作中にソクラテスと問答する話者として登場する二人の青年が、同じ少年を好きな恋敵の関係にあることにちなむ。

## 構成

### 登場人物
- ソクラテス
- 2人の青年 - 同じ少年が好きな恋敵の関係。一人は体育・武術に熱中する体育会系で、もう一人は博学（ポリュマティア）を志向する文芸愛好者である文化系。

### 年代・場面設定
ソクラテスは読み書きの教師であるディオニュシオスの教室へ行った。そこでは、「容姿端麗で家柄も良い」と評判の2人の少年が、身をかがめて図を描くなどしながら、アナクサゴラスやオイノピデスのごときこと、すなわち天文学についての議論を熱心に戦わせていた。
ソクラテスは、その内の一人の少年に恋をしている体育会系の青年が自分の側に座っていたので、彼に「こんなに熱心に議論しているのだから、さぞかし重大で素晴らしい問題なのだろうね」と話しかけてみる。体育会系の青年は「とんでもない、彼らは天空に浮いてるもの（諸天体）について無駄口を叩き、知を愛求すると称して訳の分からぬおしゃべりをしているだけだ」とそっけない。ソクラテスはその返事に驚き、「君には知を愛求することがそんなにみっともなく目くじらを立てるようなものに思えるのか」と尋ねる。
そこでこの青年の恋敵である文化系の青年が会話に割って入り、ソクラテスに「この男は年がら年中、レスリングをするか、飯を食うか、寝るかして過ごしているだけなのだから、そのような質問は無駄ですよ」と忠告する。ソクラテスは今度は彼に愛知（哲学）の営みについてどう思うか尋ねる。文化系の男は、少年たちが自分達の会話に耳を傾け始めていることを意識しつつ、大きな声で「愛知（哲学）の営みをみっともないなどと思う者は、人間に値しない」と述べる。
こうして3人による、愛知（哲学）にまつわる問答が開始される。

### 補足
本篇は、『カルミデス』や『リュシス』と同じく、かつての対話をソクラテスが読者に語るという体裁を採っている。

## 内容
ソクラテスが、恋敵の関係にある2人の青年を相手に、「愛知（哲学）」が何であるかについての問答を進めていく。中盤までの「文芸の男」の主張が不調に終わり、終盤に突如ソクラテスがほぼ一方的に自分の考えを述べて締め括られるという、強引でぎこちなく、稚拙な印象を与える構成となっており、この「ソクラテスが主張し過ぎる」という点を偽作である論拠として挙げる者もいる。
「正義」や「思慮の健全さ」の重要性を問いたり、国家の統治にまで言及する点は、同じ四部作（テトラロギア）に収録されている『アルキビアデスI』『アルキビアデスII』と共通している。

### 導入
ソクラテスが読み書きの教師をしているティオニュシオスのところへ行くと、「美しく家柄もいい」と評判の少年と、彼に恋をしている男たちに出会う。少年はアナクサゴラスやオイノピデスの件（天文学）について他の少年と論争していた。
ソクラテスが彼に恋をしている男の一人である体育に熱心な男に話しかけ、「少年2人が熱中しているのは、さぞかし重大で素晴らしい問題なのだろうね」と問うと、男は否定し、「2人の少年は天空の彼方に浮いているもの（天体）のことで無駄口を叩き、知を愛し求めているとわけのわからぬおしゃべりをしているだけ」だと批判的な意見を述べる。
すると恋するもう一人の男である文芸（ムーシケー）に熱心な男がソクラテスに話しかけ、「この男は年中、レスリングか、大食いか、寝るかして過ごしていて、愛知をみっともないと考える他ない者なので、質問するだけ無駄」だと忠告する。
ソクラテスが文芸の男に「知を愛すること」は立派なことか問うと、男は「知を愛する」ことをみっともないと考えるようだったら「人間」である資格はないと同意する。ソクラテスが「愛知（哲学）」が何であるか知っているかと問うと、男は知っていると応じる。

### 愛知（哲学）の「学習の程度」
ソクラテスが「愛知（哲学）」が何であるか問うと、文芸の男は「多くを学び知ること（博学）」だと答える。
続いてソクラテスが、「愛知（哲学）」は「立派」である上に、「善いもの」であるかどうか問うと、男は同意する。さらにソクラテスは、「愛知（哲学）」だけでなく、「体育」に対する愛（体育愛）など、他の技術に対する愛も同様に「善いもの」であるかどうか問うと、文芸の男は同意する。
するとソクラテスは、「愛知（哲学）」において勉学を重ねて労苦を多くすることが志向されるのと同様に、「体育」の場合も練習を重ねて「身体」を痛めつけ労苦を多くすることが志向されるのか問うと、文芸の男は同意する。ソクラテスが、それは「身体」を「善くする」ことになるのか問うと、文芸の男は肯定する。しかしソクラテスがこのことを体育の男の方に問うと、体育の男は「適度（ほどほど）の痛めつけ」が「身体」を「善くする」ことは豚でも知っていると、文芸の男を嘲笑し、文芸の男は赤面する。ソクラテスに再度問われて、文芸の男は「適度（ほどほど）」へと意見を修正する。
ソクラテスは文芸の男に、食事など「身体」に関わる他の事柄でも同じように問い、全て「適度」が望ましいという回答を得た後、「魂」に関しても同様に問い、学問もやはり「適度」が望ましいという回答を得る。
続いてソクラテスが、「身体」の「適度」については医者や体育教師に尋ねればいいが、「魂」に関する学問の「適度」は誰に尋ねたらいいか問うと、2人はうまく答えられず行き詰まってしまう。

### 愛知（哲学）の「学習の対象」
ソクラテスは話題を変えて、愛知者（哲学者）が学ばなければならないものが、「全ての学問」でも「たくさんの学問」でもないとすると、何であるか問う。文芸の男は、それは「愛知者（哲学者）の評判を最も多く得るような学問」であり、「ありとあらゆる（あるいはできるだけ多くの）技術、しかも特に重要な技術に心得があるとみなされる、自由人が学ぶにふさわしい事柄」と答える。
ソクラテスは、人間は生涯において「多くの重要な技術」どころか「たった2つの技術」すら高度に学び身につけることは難しいと指摘する。すると文芸の男は、自分は愛知者（哲学者）が各技術の専門家ほど「厳密」な知識を持っていなければならないと言っているわけではなく、「各技術の専門家・職人の言うことを、他の誰よりも立派に理解し、自分の意見を出すことができる」程度の知識を持っているべき、ということだと返答する。
するとソクラテスは、文芸の男が言う「愛知者（哲学者）」とは、「五種競技の選手」のように、「常に各分野の一流にはかなわず、第二の地位を占めるような者」のことなのか問うと、文芸の男は同意する。
ソクラテスは、そうだとすると、各分野の技術・知識が必要な時に、人々は当然二流の「愛知者（哲学者）」ではなく、一流の「専門家」を呼ぶわけで、「愛知者（哲学者）」はただの「役立たず」になってしまうことを指摘し、これまでの「愛知者（哲学者）」を巡る議論が間違っていたと否定する。

### 「正義」と「思慮の健全さ」
ソクラテスは仕切り直して、「馬」や「犬」について「優れた善いものにする」「正しく懲罰を与える」「善いものと劣悪なものを識別する」術は、同じ術なのか問うと、文芸の男は同意する。ではそれが「人間」にも同様に当てはまるのか問うと、文芸の男は同意する。
ソクラテスは、「人間」に関して「放埒に振る舞う者」「法を犯す者」などに「正しく懲罰を与える術（知識）」は、「司法裁判の術（知識）」であり、それは「正義」でもあると指摘する。文芸の男も同意する。
続いてソクラテスは、先の合意事項から、「善い人と劣悪な人を識別する」ことも同様に、この「正義」を用いることになるが、これだけでは不十分であり、人間を識別するには、まず最初に「自分自身がどのような人間であるか」を識別できる必要があり、そのためには「思慮の健全さ」が必要になることを指摘しつつ、この「正義」と「思慮の健全さ」が「一体不離」の関係となっていれば、「国々も立派に治められる」こと、したがってこれは「政治術」でもあり、王・僭主・政治家・家長・主人の全てに当てはまることを主張する。文芸の男も同意する。
最後にソクラテスは、愛知者（哲学者）は以上の術（知識）によって、自ら己の家を正しく裁いて善き方へ改めて立派に治め、友人の仲裁においても、国家の調停・採決においても、主導的な立場を取ることができなければならないのであり、「二流どころ」で甘んじてはならないと主張する。文芸の男は自分の以前の主張を恥じて沈黙し、体育の男はソクラテスの言う通りだと同意し、他の者たちはソクラテスを賞讃した。

## 日本語訳
- 『プラトン全集 6　恋がたき ほか』 田之頭安彦訳、岩波書店、1974年、復刊2005年ほか